# Познайомтеся з Джоном Доу
«Познайомтеся з Джоном Доу» — фільм 1941 року.

## Синопсис
Журналістка, чия кар'єра висить на волосині, все ж не змогла уникнути звільнення. Та притаманна їй напористість не дає їй просто взяти і піти. Вона придумала аферу з підставним активістом, який нібито пообіцяв покінчити з собою на знак протесту проти соціальних норм, що панують у суспільстві. Тепер, коли вона знову прийнята на своє старе місце у виданні, потрібно надати сполоханій громадськості цього вигаданого Джона Доу.

## У ролях
- Гері Купер
- Барбара Стенвік
- Едвард Арнольд
- Волтер Бреннан
- Спрінг Байінтон
- Джеймс Глісон
- Джин Локгарт
- Род Ла Рок — Тед Шелдон